# Estheria intermedia
Estheria intermedia là một loài ruồi trong họ Tachinidae.